# Acacia gittinsii
Acacia gittinsii är en ärtväxtart som beskrevs av Leslie Pedley. Acacia gittinsii ingår i släktet akacior, och familjen ärtväxter. Inga underarter finns listade i Catalogue of Life.